# Júnia Marise
Júnia Marise Azeredo Coutinho, (Belo Horizonte, 21 de junho de 1945) é uma jornalista, advogada e política brasileira que foi vice-governadora de Minas Gerais, estado que representou no Congresso Nacional.

## Biografia
Filha de Ladislau Augusto de Azeredo Coutinho e Maria de Leão Correia Coutinho. Iniciou sua carreira jornalística no Correio de Minas em 1962, e três anos mais tarde foi trabalhar na assessoria de imprensa do governo mineiro então chefiado por Magalhães Pinto, cargo que deixou em 1967, ao se formar em Direito pela Universidade Federal de Uberlândia. Trabalhou ainda em veículos como o Diário de Minas, Rádio Itatiaia e a atual TV Bandeirantes Minas.
Formada em Cinema, na Pontifícia Universidade Católica de Minas Gerais, foi aluna do curso de Literatura Brasileira na Academia Mineira de Letras e do curso intensivo de Ciência Política da Universidade de Brasília.

## Carreira política
Três anos após ingressar no MDB, foi eleita vereadora em Belo Horizonte, em 1970 e 1972, e depois foi eleita deputada estadual em 1974, e deputada federal em 1978, neste último caso a primeira mulher a representar os mineiros na Câmara dos Deputados desde a cassação de Nísia Carone pelo Ato Institucional Número Cinco em 1969. Com o fim do bipartidarismo entrou no PMDB e foi reeleita deputada federal em 1982. Nessa legislatura votou a favor da Emenda Dante de Oliveira em 1984 e em Tancredo Neves no Colégio Eleitoral em 1985, além de ter chegado à vice-liderança de sua bancada.
Eleita vice-governadora de Minas Gerais na chapa de Newton Cardoso em 1986, foi governadora interina nas ausências do titular. Dele, porém, se afastou ao apoiar Fernando Collor na eleição presidencial de 1989. Mudou de partido e foi eleita senadora em 1990, pelo PRN, dividindo com Marluce Pinto a honra de ser a primeira mulher escolhida para o Senado Federal por voto popular na história do Brasil. Mesmo correligionária do novo presidente da República, votou a favor do impeachment de Fernando Collor em 1992, em julgamento realizado pelos senadores no fim do ano. Em 1993, filiou-se ao PDT e foi derrotada ao disputar a prefeitura da capital mineira em 1996 e ao tentar reeleger-se senadora em 1998. Quatro anos depois desistiu de buscar um novo mandato de senadora pelo PPS.
Júnia Marise é irmã de Vera Coutinho, eleita vereadora em Belo Horizonte em 1976, e deputada estadual em 1982, além de possuir laços de parentesco com Renato Azeredo e com o General Dale Coutinho.